# Xylobotryomycetes
Xylobotryomycetes Voglmayr & Jaklitsch – klasa grzybów z typu workowców (Ascomycota).

## Charakterystyka
Jest to nowa, utworzona w 2018 roku klasa grzybów z dwiema rodzinami. Saprotrofy lub pasożyty. Rozmnażanie płciowe (u tych gatunków, u których jest ono znane) zachodzi na podkładkach. Strzępki rozgałęzione lub nierozgałęzione, na powierzchni tworzące owocniki typu perytecjum z peryfizami w kanale ostiolum. Hamatecjum złożone z nitkowatych, septowanych wstawek o wolnych końcach. Worki bitunikowe z wierzchołkowym pierścieniem. Askospory pigmentowane, z przegrodami i podłużnymi szczelinami, przez które kiełkuje strzępka rostkowa. Podczas konidiogenezy powstają konidia typu artrospor merystemowych. Są pigmentowane i mają przegrody.

## Systematyka
Według aktualizowanej klasyfikacji Index Fungorum bazującej na Dictionary of the Fungi do Xylobotryomycetes należą taksony:
- podklasa incertae sedis
  - rząd Xylobotryales Voglmayr & Jaklitsch 2018
    - rodzina Cirrosporiaceae Voglmayr & Jaklitsch 2018
    - rodzina Xylobotryaceae Voglmayr & Jaklitsch 2018